# لیبین
لیبین (به چکی: Libín) یک منطقهٔ مسکونی در جمهوری چک است که در شهرستان چسکه بودیوویتسه واقع شده‌است. لیبین ۲۱٫۲۳ کیلومتر مربع مساحت و ۳۲۴ نفر جمعیت دارد و ۴۵۷ متر بالاتر از سطح دریا واقع شده‌است.